# Pseudomonas fluorescens
Pseudomonas fluorescens es un bacilo Gram-negativo, recto o ligeramente curvado pero no vibrioide, es saprofito, (todo lo que ingiere pasa a través de la pared de su citoplasma). Se puede encontrar en suelo y agua. 
Es incapaz de formar esporas y crece aeróbicamente. La temperatura óptima para su funcionamiento es de 25 a 30 °C, aunque puede crecer desde los 5 hasta los 42 °C aproximadamente. No crece bajo condiciones ácidas (pH ≤ 4.5) y necesita preferentemente pH neutro. Tiene movimiento activo en líquido por sus flagelos polares (más de 1). Su pigmento fluorescente (fluoresceína) la hace reaccionar frente a la luz ultravioleta, aunque recién cultivada o después de varios cultivos de laboratorio, puede ser que no reaccione. 
Las Pseudomonas pueden crecer en un medio mineral con iones de amonio o nitrato y un solo compuesto orgánico que funciona como única fuente de carbono y energía. La ganancia energética es obtenida por respiración aeróbica, no por fermentación y su crecimiento es rápido. 
Abundan en la superficie de las raíces, ya que son versátiles en su metabolismo y pueden utilizar varios sustratos producidos por las mismas, pero no establecen una relación simbiótica con la planta.
Una de las características de la Pseudomonas fluorescens es su alta capacidad de solubilización del fósforo y la realizan por dos vías: la primera es la producción de ácidos orgánicos (ácido cítrico, ácido oxálico, ácido glucónico) que actúan sobre el pH del suelo favoreciendo la solubilización del fósforo inorgánico y liberando el fosfato a la solución del suelo. La otra vía de acción es a través de las fosfatasas que son enzimas hidrolasas (Monoesterasas y Diesterasas Fosfóricas) que actúan sobre las uniones ésteres liberando los grupos fosfatos de la materia orgánica a la solución del suelo. Ambas vías generan una mayor cantidad de fosfato para ser absorbido por las raíces de las plantas. 
Otro aspecto destacable es la posibilidad de que las Pseudomonas fluorescens posean la virtud de producir sustancias estimuladoras del crecimiento, ya que las Pseudomonas en general pertenecen a un grupo llamado “estimuladores del crecimiento vegetal (MECV)” que poseen la propiedad de producir estas sustancias, cuyas principales ventajas son las de estimular la germinación de las semillas, acelerar el crecimiento de las plantas especialmente en sus primeros estadios, inducir la iniciación radicular e incrementar la formación de raíces y pelos radiculares. Las principales sustancias estimuladoras producidas son de tipo hormonal como auxinas, giberelinas y citoquininas, pero también producen sustancias de otro tipo como aminoácidos y promotores específicos del crecimiento. Estos efectos se dan siempre que sea adecuada la concentración de organismos en el sistema radicular y en el suelo haya suficiente cantidad de materia orgánica. 
Por último, una propiedad complementaria de la Pseudomonas fluorescens es la de producir ciertas sustancias -antibióticos y sideróforos- que actúan limitando el crecimiento y desarrollo de los patógenos fúngicos que pueden afectar al cultivo.
- Datos: Q135292
- Multimedia: Pseudomonas fluorescens / Q135292
- Especies: Pseudomonas fluorescens